# 似褐蛇鰻
似褐蛇鰻為輻鰭魚綱鰻鱺目糯鰻亞目蛇鰻科的其中一種，分布於中東太平洋區，從加利福尼亞灣至哥斯大黎加海域，體長可達77公分，棲息在沙泥底質水域，屬肉食性。

## 擴展閱讀
維基物種上的相關：似褐蛇鰻